# Puig de l'Ullal
El Puig de l'Ullal és una muntanya de 620 metres que es troba al municipi del Montmell, a la comarca del Baix Penedès.